# East Hampton, Connecticut
East Hampton är en kommun (town) i Middlesex County, Connecticut, USA med 12 929 invånare (2010). Den har enligt United States Census Bureau en area på 95,3 km².